# Лиса, Вячеслав
Вячеслав Лиса (рум. Veacheslav Lisa; 24 мая 1993) — молдавский футболист, полузащитник клуба «Спикул».

## Карьера
Вячеслав начал играть за молодёжный клуб «Буюканы» в возрасте 8 лет. После пяти лет в команде Вячеслав перешёл в Академию «Шериф». С 2011 года Лиса стал выступать как за резервную, так и за основную команду «Шерифа». По итогам сезона 2013/14 стал в третий раз чемпионом Молдавии. В июле 2014 года был отдан в аренду в молдавский ФК «Саксан». 17 августа 2014 года получил серьезную травму в матче четвёртого тура Национального Дивизиона против «Зари», уже на 13-й минуте игры Лиса был вынужден покинуть поле на носилках, у Вячеслава был диагностирован закрытый перелом обеих костей голени.

## Достижения
- Чемпион Молдавии (3): 2011/12, 2012/13, 2013/14
- Обладатель Суперкубка Молдавии: 2013